# Song An, Vũ Thư
Song An là một xã cũ thuộc huyện Vũ Thư, tỉnh Thái Bình, Việt Nam.
Xã có diện tích 5,61 km², dân số năm 1999 là 6.123 người, mật độ dân số đạt 1.091 người/km².

## Địa lý
Song An là xã phía nam huyện Vũ Thư.
- Phía bắc giáp phường Phúc Khánh và xã Phú Xuân của thành phố Thái Bình
- Phía Tây bắc giáp Thị trấn Vũ Thư
- Phía Tây giáp danh xã Hòa Bình
- Phía đông giáp Vũ Phúc, Trung An
- Phía nam giáp Nguyên Xá

## Lịch sử
Theo Nghị quyết số 1666/NQ-UBTVQH15 ra tháng 6 năm 2025, sáp nhập tỉnh Thái Bình vào tỉnh Hưng Yên, giải hai thể đơn vị hành chính là huyện Vũ Thư và Thành phố Thái Bình.
Thành lập phường Vũ Phúc thuộc tỉnh Hưng Yên trên cơ sở hợp nhất diện tích tự nhiên và dân số của 3 xã của huyện Vũ Thư là Nguyên Xá, Song An, Trung An và hai địa phương thuộc Thành phố Thái Bình là xã Vũ Phúc và phường Phú Khánh.

## Văn hóa
Song An nối tiếng với Hội Sáo đền và thi Sáo diều truyền thống, hàng năm Sáo diều khắp nơi về đây tranh tài trong suốt 3 ngày từ 24 đến 26 tháng 3 âm lịch.